# Oplegging

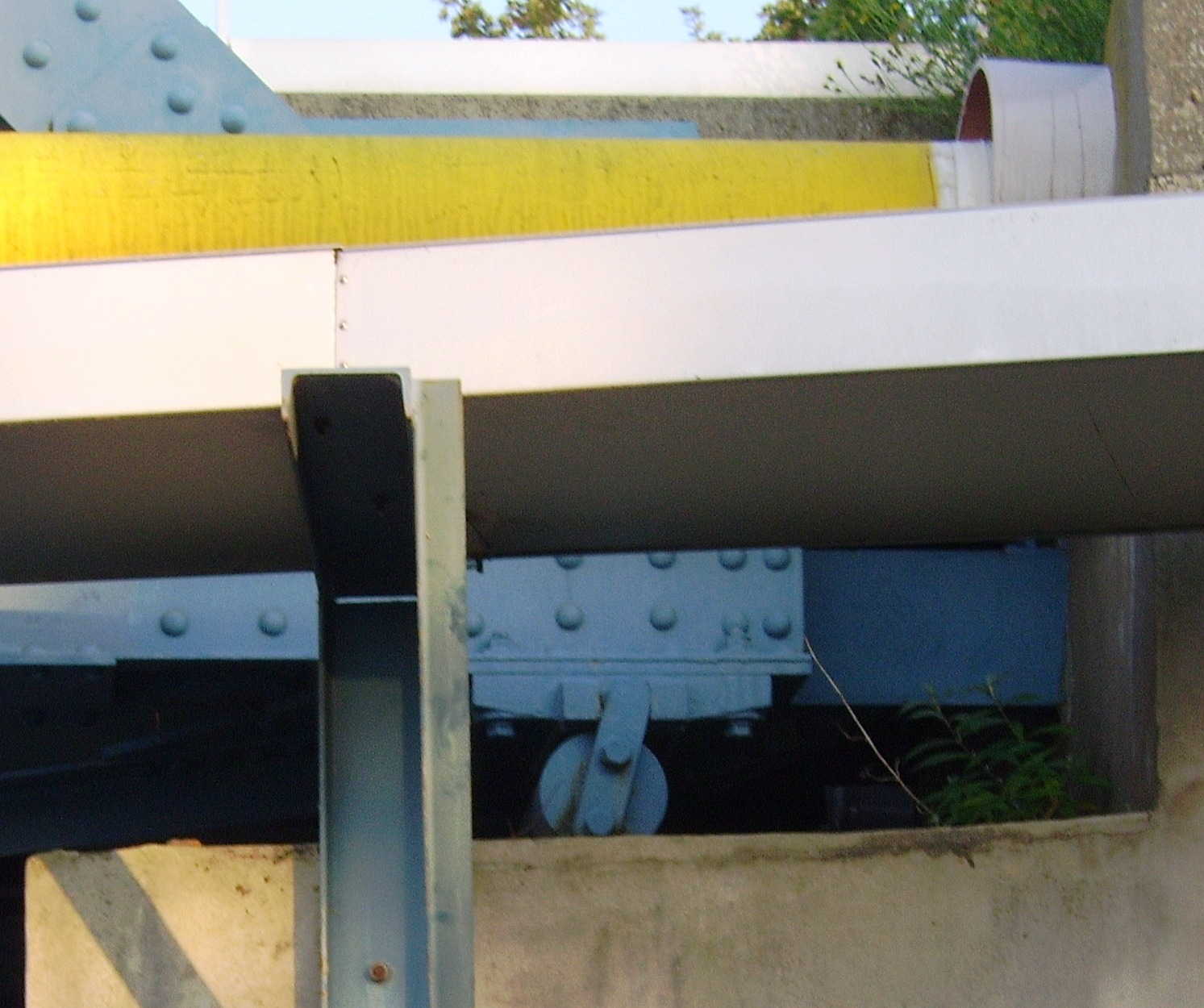
Een roloplegging van een brug (deze techniek wordt niet meer toegepast)

Een oplegging is een constructie of een constructiedeel die is vastgemaakt aan de vaste wereld of aan een ander constructiedeel. Een oplegging beperkt hier de beweging van de constructie of van het constructiedeel. Een oplegging wordt ook wel steunpunt genoemd.
Een oplegging kent 6 vrijheidsgraden, te weten:
1. Verschuiving langs de x-as
2. Verschuiving langs de y-as
3. Verschuiving langs de z-as
4. Rotatie om de x-as
5. Rotatie om de y-as
6. Rotatie om de z-as

Een willekeurige combinatie in de beperking van de verschillende vrijheidsgraden is hierbij mogelijk.
Bijvoorbeeld: geen verschuiving langs de x- en de z-as, maar wel langs de y-as en geen rotatie om de x-as en de z-as maar wel om de y-as.

## Types (tweedimensionaal)
Er zijn drie typen opleggingen:

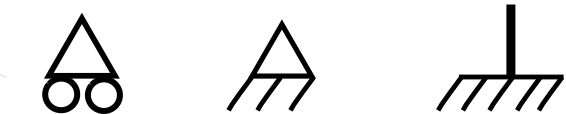
Schematisch drie opleggingen: rol, scharnier en inklemming

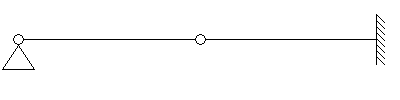
Balk met halverwege een scharnier (links een scharnieroplegging, rechts een inklemming)

1. Een inklemming zorgt ervoor dat het constructiedeel in dat punt niet kan bewegen, dus niet kan draaien of verplaatsen: alle verplaatsingen en hoekverdraaiingen zijn in dat punt gelijk aan nul. Een voorbeeld is een stam van een boom: die lijkt ingeklemd in de grond. In de praktijk zijn inklemmingen moeilijk te maken: door de grote krachten en momenten die optreden moet een inklemming massief uitgevoerd worden.
2. Wanneer verschuiving langs één enkele as is verhinderd, maar het constructiedeel wel vrij kan verplaatsen langs beide andere assen, wordt gesproken over een roloplegging. Een voorbeeld is de opgelegde brug (foto rechts): dit laat de brug toe te bewegen naar links of naar rechts (bijvoorbeeld door krimp of temperatuureffecten), ook een hoekverdraaiing is mogelijk, maar de brug kan niet naar onder bewegen (dan zou de brug zijn nut verliezen).
3. Scharnieroplegging. Wanneer geen vrije verplaatsing mogelijk is, maar wel een (kleine) rotatie toegestaan wordt dan wordt gesproken van een scharnier- of mesoplegging. De meeste bruggen zijn scharnierend opgelegd aan de ene zijde, en hebben een roloplegging aan de andere zijde.

| Type oplegging          | Hoekverdraaiing mogelijk?       | Verplaatsing mogelijk?              |
| ----------------------- | ------------------------------- | ----------------------------------- |
| Inklemming              | Nee                             | Nee                                 |
| Roloplegging            | Ja: rond de as van de oplegging | Ja, maar in één richting verhinderd |
| Scharnierende oplegging | Ja: rond de as van de oplegging | Nee                                 |

## Verende oplegging
Wanneer een verende oplegging wordt toegepast dan ondervindt de constructie een bepaalde reactiekracht die afhankelijk is van de grootte van de doorbuiging. Er is een bepaalde kracht nodig om de verplaatsing te kunnen bewerkstelligen. 

## Plastische opleggingen
Bij veel opleggingen verandert het gedrag na een bepaalde grenswaarde. Bij de belasting van enkele personen op een balkon zal de oplegging van het balkon zich als een inklemming gedragen. Het balkon zal dus niet roteren, noch verplaatsen. Bij hetzelfde balkon onder de belasting van een olifant, zal de oplegging van het balkon scharnierend worden en het balkon bezwijkt.

## Gebruik
Constructies zoals bruggen dienen zodanig te zijn opgelegd dat een stabiel geheel ontstaat. Bij bruggen op twee steunpunten gebruikt men aan de ene kant een scharnieroplegging en aan de andere kant een roloplegging, zodat een statisch bepaalde constructie ontstaat. De bewegingen van het wegdek (uitzetten door hitte) kunnen nu worden opvangen.